# Osborne Executive
L'Osborne Executive è un computer portatile commercializzato da Osborne Computer Corporation nel 1982 come evoluzione dell'apprezzato Osborne 1, di cui corregge gli aspetti negativi del progetto, come il display troppo piccolo e i floppy disk con scarsa capacità di memorizzazione dati.

## Caratteristiche tecniche
L'Osborne Executive era basato, come l'Osborne 1, su un microprocessore Zilog Z80A a 4MHz. La dotazione di RAM era di 124 kB, suddivisiva in 2 banchi da 60 e 64 kB, a cui il sistema accedeva mediante bank switching: 4 kB non erano accessibili all'utente perché usati dal sistema di cambio dei banchi. La memoria poteva essere espansa fino a 384 kB.
Le più grosse critiche all'Osborne 1 riguardavano il suo piccolo display da 5", che mostrava caratteri microscopici, ed i floppy disk da 5"¼ a singola faccia e singola densità, che avevano una capacità di memorizzazione troppo scarsa. Per ovviare a questi difetti, fu deciso di integrare nel computer un display da 7" e di installare unità capaci di leggere dischi da 195 kB. Il computer era capace di gestire uno schermo da 80×24 caratteri di cui solo 52×24 visualizzati sullo schermo: le altre 28 colonne erano accessibili usando i tasti cursore per far scorrere l'immagine.
A differenza dell'Osborne 1, l'Executive presentava una ventola di raffreddamento.

## Software
Anche l'Executive fu commercializzato con una ricca dotazione di applicativi, comprendente WordStar, un editor di testi, SuperCalc, un foglio elettronico, e i linguaggi di programmazione CBASIC e MBASIC; a questi si aggiungevano il database Personal Pearl e il videogioco Desolation. Questi software, se acquistati singolarmente, avevano un valore superiore a quello della macchina, venduta a 2.495 dollari.
L'Osborne Executive fu messo in vendita con il sistema operativo CP/M in versione 3.0: rispetto alla 2.2 adottata per l'Osborne 1, questa nuova versione supportava il bank switching, necessario per gestire più dei 64 kB di memoria accessibili in maniera diretta dalla CPU. A richiesta, era disponibile anche l'UCSD p-System, un sistema operativo indipendente dalla macchina sviluppato dall'Università della California, San Diego.
Il manuale dell'utente descriveva dettagliatamente anche le funzioni presenti nel BIOS della macchina.

## Compatibilità
Il BIOS del CP/M montato sull'Executive riconosceva in automatico e poteva accedere a dischi formattati su sistemi Osborne 1, IBM PC (formattati con il CP/M-86), DEC VT 180 e Xerox 820. Molti computer CP/M dell'epoca non potevano leggere dischi formattati da altri sistemi CP/M senza l'ausilio di software aggiuntivi: la possibilità offerta dal BIOS dell'Executive permetteva di scambiare dati con altri sistemi in maniera molto semplice e flessibile. L'Executive poteva anche emulare alcuni terminali quali il VT100, l'ADM-3A, l'Hazeltine e l'Hewlett-Packard, un aspetto utile per accedere a sistemi remoti.

## Commercializzazione
L'Osborne Executive ebbe una vita commerciale molto breve e fu prodotto in un numero di esemplari molto inferiore rispetto al suo predecessore, l'Osborne 1, perché la società fu costretta a dichiarare il fallimento nel 1983 e ad andare in amministrazione controllata. I problemi finanziari di Osborne Computer Corporation furono causati dall'annuncio dell'Executive fatto con troppo anticipo rispetto al reale inizio della commercializzazione della macchina, che causarono il ritiro degli ordini dell'Osborne 1, unica fonte di guadagno della società.
Sull'onda del successo dell'Osborne 1, Adam Osborne decise di annunciare a metà del 1982 una versione della macchina con uno schermo più grande, l'Executive. Il computer, però, non era ancora pronto ed entrò in commercio solo alla fine di quell'anno: in attesa del nuovo prodotto, molti clienti decisero di ritirare gli ordini già fatti relativi agli Osborne 1, l'unico prodotto in vendita di Osborne Computer Corporation, e quindi l'unica fonte di guadagno. Come risultato di ciò, il fatturato iniziò a calare vistosamente e gli utili si dissolsero in breve tempo. Nel momento della presentazione dell'Executive, Adam Osborne prevedeva di raggiungere i 9 milioni di dollari di utile per la fine dell'anno: a novembre del 1982, la società dichiarava una perdita di 1 milione di dollari. Questo comportamento fu indicato come "Effetto Osborne", e nel tempo entrò nell'uso comune per indicare l'annuncio di un prodotto molto tempo prima dell'inizio della vendita dello stesso.
Ai problemi legati all'eccessivo anticipo dell'annuncio del computer si sommò anche la concorrenza che si fece più agguerrita, togliendo ulteriori introiti alla società: nel 1982 furono presentati sia l'IBM PC, che nel giro di poco si impose come il nuovo standard nel campo dei personal computer, sia il Kaypro II, un altro computer portatile dotato di uno schermo più grande di quello dell'Osborne 1.